# Diendorf (Nabburg)
Diendorf ist ein Ortsteil der Stadt Nabburg im Oberpfälzer Landkreis Schwandorf (Bayern).

## Geografie
Diendorf liegt an der Staatsstraße 2040 und an der Bundesautobahn 93 am östlichen Stadtrand von Nabburg.

## Geschichte
Funde aus der jüngeren Bronze- oder Urnenfelderzeit beweisen, dass die Gegend um Diendorf schon zwischen 1200 und 800 v. Chr. besiedelt war.
Aus dem 8. und frühen 9. Jahrhundert stammende Reihengräber bei Diendorf werden als bajuwarische Besiedlung in dieser Zeit gedeutet.
1147 legte Herrmann von Schmidgaden in Diendorf (auch: Tundorf, Tundorff, Tunndorf) mit einer Schenkung an das Kloster Ensdorf den Grundstein für einen sich rasch vergrößernden Klosterbesitz.
Auch Konrad von Wolfring schenkte 1155 ein Gut in Diendorf an das Kloster Ensdorf.
Die Vogtei über jeweils einen Hof in Diendorf erhielt Heinrich II. Zenger 1320 für seine Verdienste bei der Belagerung Esslingens aufseiten König Ludwigs IV. gegen Friedrich den Schönen
und Ortlieb II. Zenger als Schadensersatz für ein 1322 in einem Gefecht bei Bodenstein (damals: Pottenstein) verlorenes Streitross.
Im Burggedingbrief Pfalzgraf Ruprechts III. von 1379 wird Diendorf als einer der Grenzorte von Nabburg genannt.
Der Dreißigjährige Krieg hatte einen starken Bevölkerungsrückgang zur Folge.
1583 hatte Diendorf 13 Einwohner, 1658 hatte es nur noch 8 Einwohner und 1712 wieder 12 Einwohner.
1842 war Diendorf eine Landgemeinde, zu der außer Diendorf selbst noch Bärnmühle, Eckendorf, Girnitz, Höflarn, Kumpfmühle, Namsenbach, Perschen, Wiesmühle und Wölsenberg gehörten.
Diendorf selbst hatte 15 Wohngebäude, 20 Familien, 117 Einwohner. Alle Einwohner waren katholisch.
Zum Stichtag 23. März 1913 (Osterfest) war Diendorf Teil der Pfarrei Nabburg und hatte 14 Häuser und 111 Einwohner.
1946 wurde die Gemeinde Neusath aufgelöst und die Orte Haindorf, Haselhof, Neusath und Richtmühle wurden nach Diendorf eingemeindet.
Am 1. Januar 1975 wurde die Gemeinde Diendorf in die Stadt Nabburg eingegliedert.
Am 31. Dezember 1990 hatte Diendorf mehr als 760 Einwohner und gehörte zur Pfarrei Nabburg.

## Kultur und Sehenswürdigkeiten

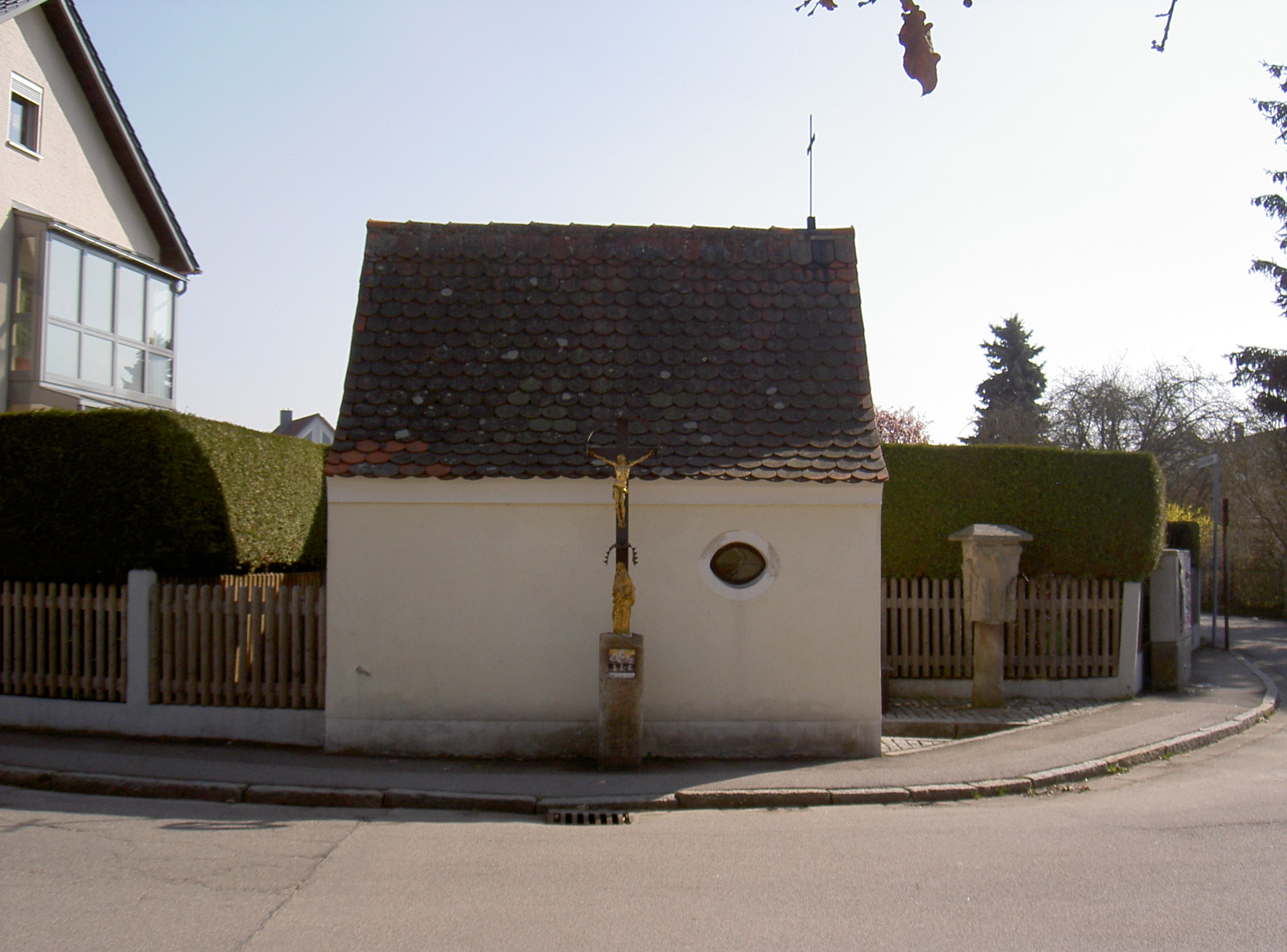
Kapelle (Schulstraße)
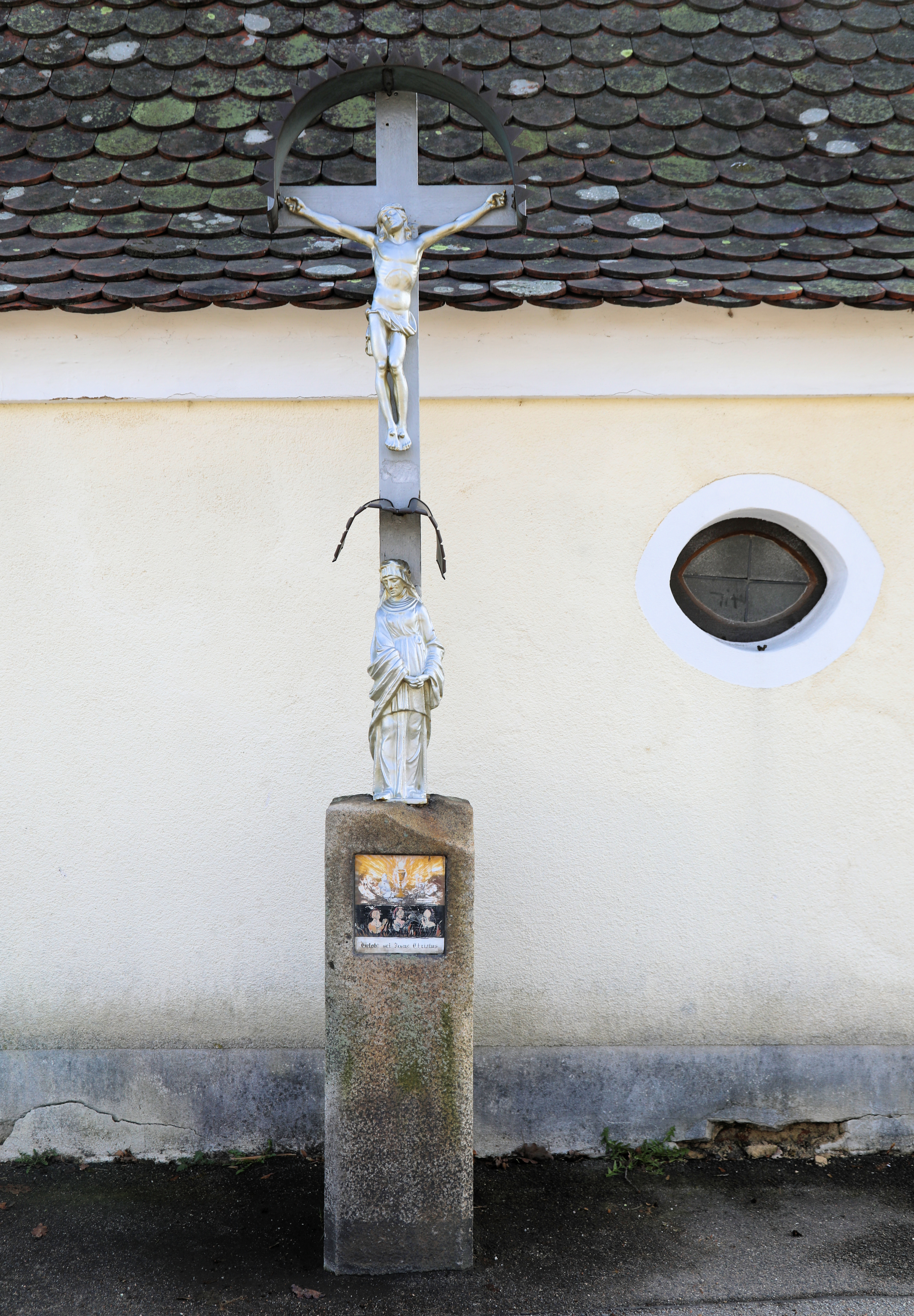
Steinpfeiler mit Kruzifix
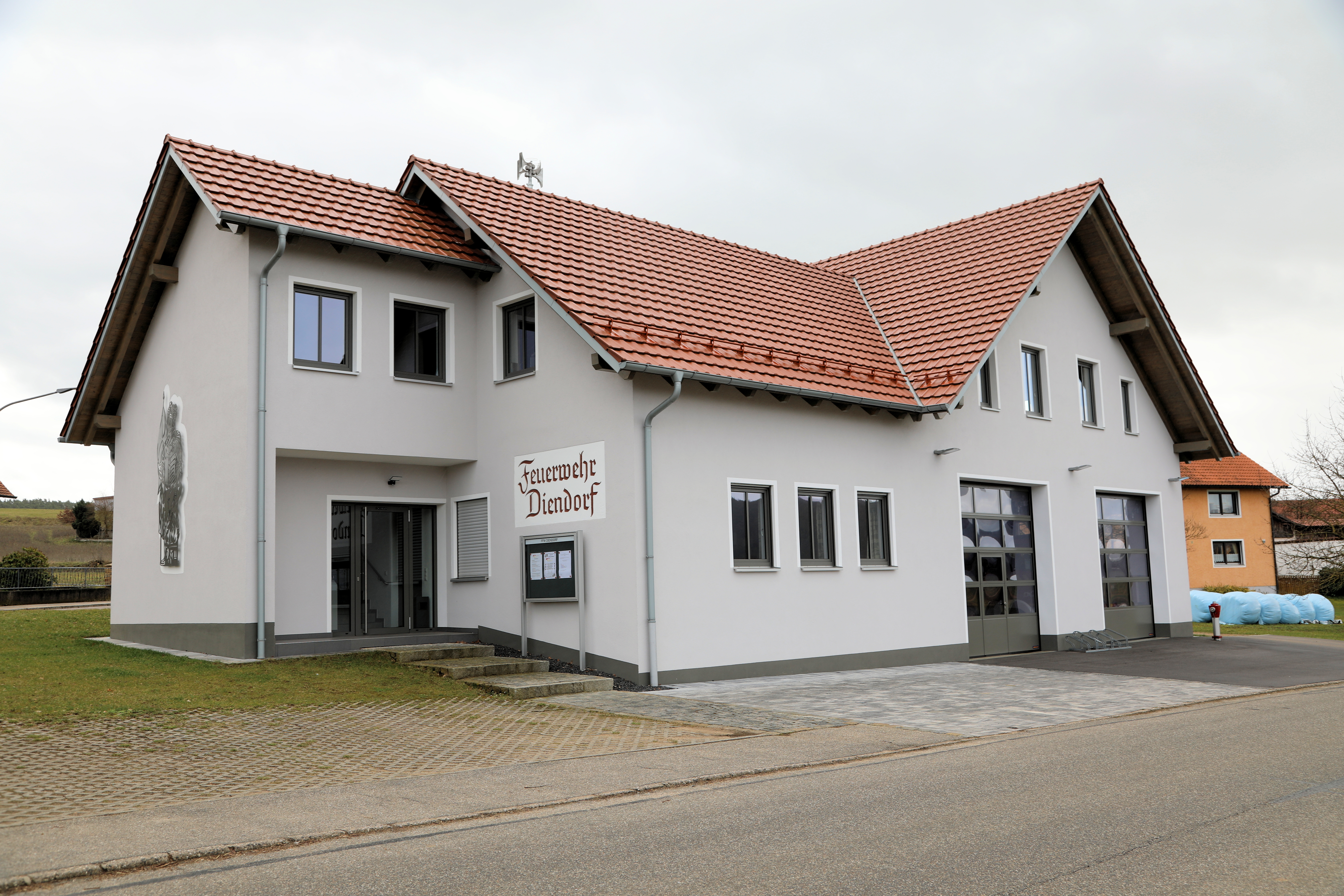
Feuerwehrhaus
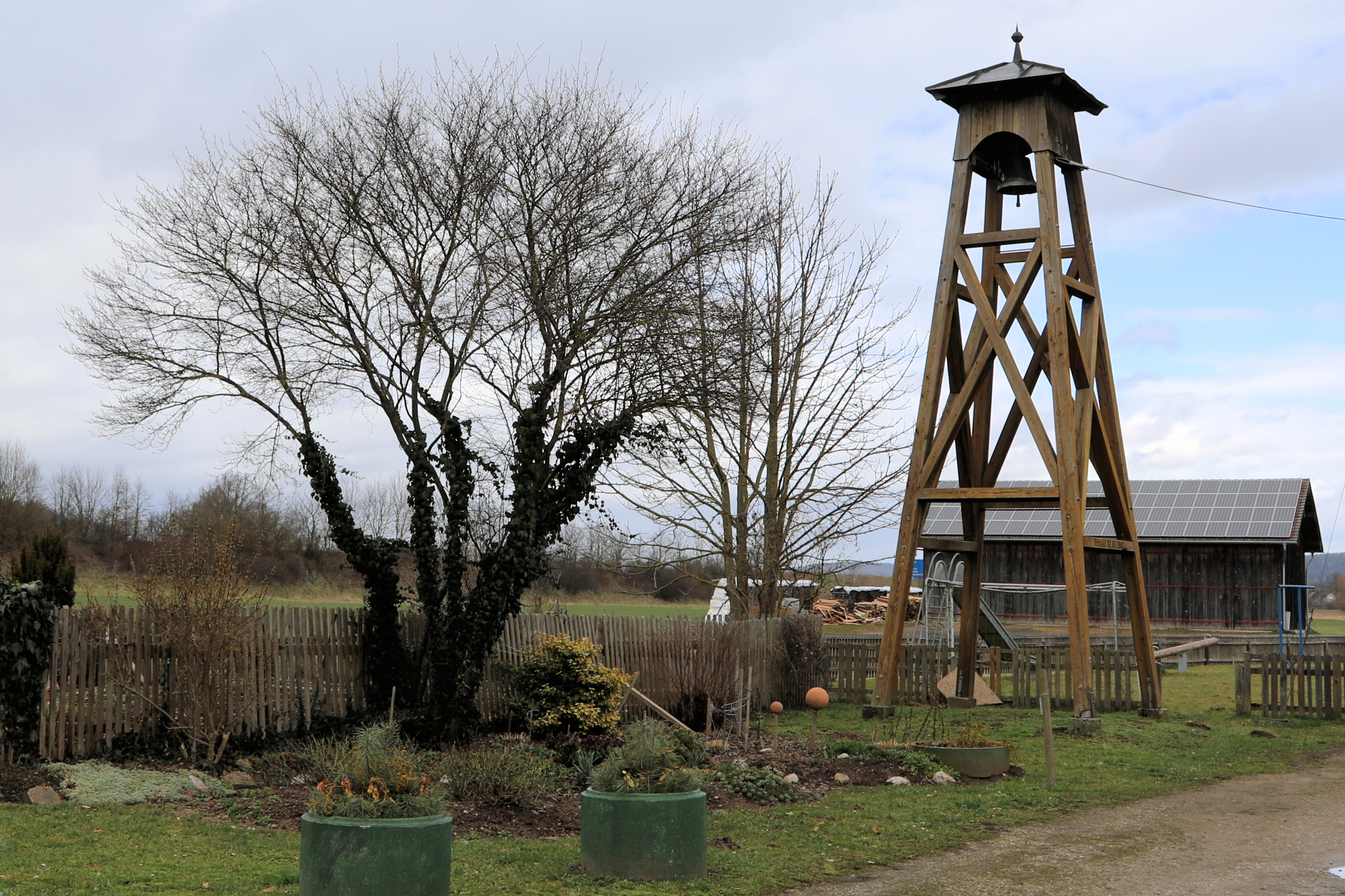
Glockenturm
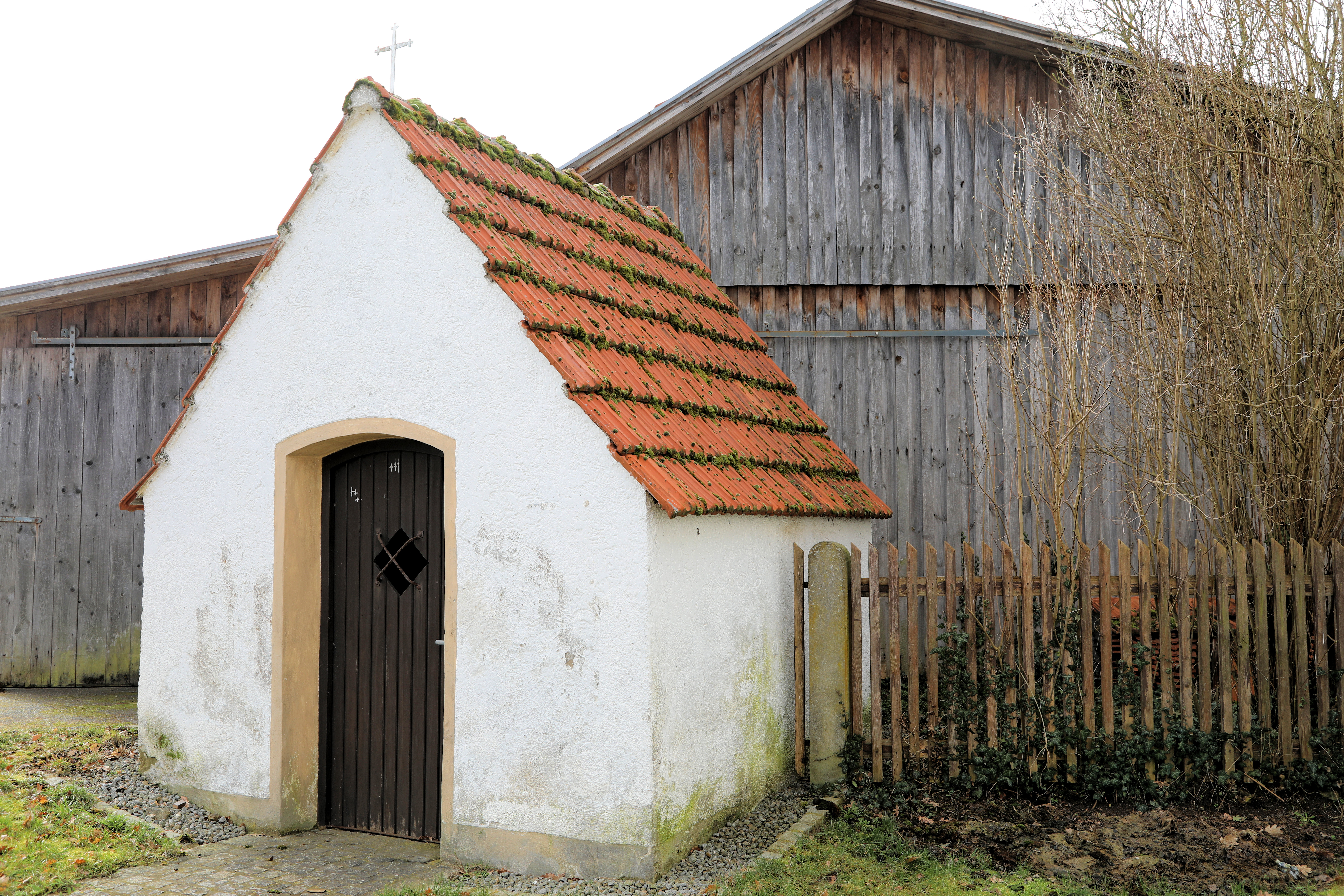
Kapelle (Schwarzacher Straße)

Diendorf besitzt zwei Kapellen. Eine Kapelle wurde 1867 erbaut und ist der Gottesmutter Maria geweiht.
Die andere Kapelle wurde 1929 erbaut und trägt den Namen „Am schwarzen Marterl“.
Rechts von ihr befindet sich eine Gemarkungssäule mit Kreuzigungsrelief, ein sogenannter „Bauernfeind“ aus dem Anfang des 16. Jahrhunderts.
Links von ihr steht das Schwarze Marterl, ein Steinpfeiler mit Eisenkruzifix, ebenfalls aus dem 16. Jahrhundert.